# Bradifrenija
Bradifrenija (bradi- + -frenija) je opća usporenost psihičkih funkcija, osobito misaonih, ali i emocionalnih. Poremećaji karakterizirani bradifrenijom uključuju Parkinsonovu bolest i razne oblike shizofrenije. Bradiferija također može biti nuspojava psihijatrijskih lijekova. Izražena je kod različitih organski uvjetovanih psihičkih poremećaja (stanja nakon encefalitisa, epilepsije), a opaža se i kod nekih hormonskih poremećaja (smanjena funkcija štitne ili nadbubrežnih žlijezda).

## Vanjske poveznice
|  | Molimo pročitajte upozorenje o korištenju medicinskih informacija. Ne provodite liječenje bez savjetovanja s liječnikom! |